# 若い地球説
若い地球説（わかいちきゅうせつ、英語: Young Earth creationism、略称:YEC）とは、創造論のうち、神による天と地とすべての生命の創造が短い間になされたとする説。現代科学が示す長い年代を否定し、紀元前数千年前から一万年前の間に、聖書の創世記そのままに、24時間の6日間で世界が創造されたとする。特殊創造説とも呼ばれる。
創造科学でも若い地球説が主張されている。古い地球説と相違がある。

## この説を支持する説者ら
若い地球説の主張者は、F・ピーパー、ハーバート・リューポルド、ルイス・ベルコフ、デュアン・ギッシュ（参考：ギッシュ・ギャロップ及びデュアン・ギッシュ）、ヘンリー・モリス、J・C・ウィットコム、ラッシュドゥーニー、グレッグ・バーンセン、ジェイムズ・B・ジョーダン、ゲイリー・ディマー、ケネス・ジェントリ、ピーター・ライトハート、ケン・ハム、ジョナサン・サルファティ、ドン・バッテン、ジョン・バームガードナー、奥山実、南山宏ら。

## 天地創造の年代についての歴史的な説
- ユダヤ暦 前3760年
- 七十人訳聖書前5270年
- フラウィウス・ヨセフス『ユダヤ古代誌』前5444年
- 正教会 紀元前5508年（世界創造紀元も参照）
- ユリウス・アフリカヌス『年代誌』　前5500年
- エウセビオス『年代記』　前5199年
- アウグスティヌス『神の国』　前5351年
- ベーダ『時間計算論』　前3952年
- オットー・フォン・フライジング『年代記』　前5500年？
- スレイダヌス『四世界帝国論』　前3954年
- スカリゲル『時間修正論』　前3948年
- ペタヴィウス『年代表』　前3984年
- ケプラー前3993年
- メランヒトン前3964年
- マルティン・ルター前3961年
- ボシュエ『世界史論』　前4004年
- ペズロン『古代復元』　前5873年
- ガッテラー『普遍史序説』　前3984年、『世界史』　前4182年
- 英国国教会のアイルランド大主教ジェームズ・アッシャーとケンブリッジ大学副総長ジョン・ライトフット 前4004年